# Karl Brdlik
Karl Brdlik (* 2. November 1874 in Linz; † 17. Mai 1948 in Heiligenstadt in Oberfranken) war ein sudetendeutscher Lehrer und Heimatforscher.

## Leben
Brdlik studierte an der Lehrerbildungsanstalt in Budweis. 1895 wurde er Lehrer in Gojau, später Oberlehrer und Leiter der dortigen Volksschule. Er beschäftigte sich eingehend mit der Vorgeschichte des südlichen Böhmerwaldes und publizierte seine Forschungen in mehreren Druckschriften. Zu seinen Theorien gehört die Auffassung, dass der Böhmerwald in vorgeschichtlicher Zeit kein undurchdringlicher Schutzwall für Böhmen war, sondern von mehreren Handelswegen durchquert wurde.